# Fiskgjuse
Fiskgjuse (Pandion haliaetus) är en hökfågel i familjen fiskgjusar (Pandionidae). Den lever uteslutande av fisk som den tar i vattenytan. Fiskgjusen är en av världens mest spridda hökfåglar. Den tros öka i antal och beståndet anses livskraftigt.

## Systematik och utbredning

### Utbredning

Utbredningskarta som omfattar hela familjen fiskgjusar, inklusive australisk fiskgjuse.

Fiskgjusen förekommer i nästan hela världen utom på Antarktis, Nya Zeeland och Grönland. De nordliga populationerna är flyttfåglar och flyttar till varmare vinterkvarter. De europeiska fiskgjusarna, vars huvudpopulation finns i Sverige och Finland, flyttar vintertid till Nord-, Väst- och Östafrika. De amerikanska och kanadensiska fiskgjusarna övervintrar i Sydamerika eller i de södra delarna av Nordamerika, som Florida och Kalifornien. Merparten av de australasiatiska fiskgjusarna är stannfåglar.

### Systematik
När Carl von Linné först beskrev arten gav han den det vetenskapliga namnet Falco haliætus, men detta kom aldrig i allmänt bruk, utan anses nu vara en så kallad protonym. Släktet Pandion beskrevs senare av Marie Jules César Savigny, 1809, vilket gav fiskgjusen sitt nuvarande vetenskapliga namn Pandion haliaetus. Ofta beskrivs släktet som monotypiskt, och likaså dess familj Pandionidae, men vissa auktoriteter delar upp fiskgjusen i två arter.  
Arten brukar delas in i fyra till fem underarter, men de inbördes släktskapsförhållandena är inte helt klarlagda, och ITIS listar endast en underart. Följande taxonomi följer Clements et al 2018:
- eurasisk fiskgjuse[4] Pandion haliaetus haliaetus (Linné, 1758) ("eurasisk") – Den absolut största delen av världspopulationen tillhör nominatformen vilka häckar i palearktis. Den övervintrar i södra Afrika, Indien och på Filippinerna.
- Pandion haliaetus carolinensis (Gmelin, 1788) ("amerikansk") – Häckar från Kanada till södra USA. Övervintrar så långt söderut som Peru och Brasilien. Denna underart är större än nominatformen och har dessutom mörkare kropp, utom bröstet som många gånger är mer blekt tecknat.
- Pandion haliaetus ridgwayi (Maynard, 1887) ("karibisk") – Häckar i Västindien, inklusive Bahamas, Kuba och Belize. Den har ett mycket blekt huvud och bröst jämfört med haliaetus. Den har fått sitt vetenskapliga namn efter den amerikanske ornitologen Robert Ridgway.
- Pandion haliaetus cristatus (Vieillot, 1816) ("australisk") – Häckar från Sulawesi och Java till Nya Guinea, Australien och Nya Kaledonien. Merparten är stannfåglar. Den är den minsta av underarterna.

Vissa auktoriteter väljer att behandla populationerna på Nya Guinea, Salomonöarna, Palau och Nya Kaledonien som underarten melvillensis. Underarten cristatus (inkl. melvillensis) betraktades tidigare som en egen art av International Ornithological Congress, men inkluderas i fiskgjusen sedan 2022.

### Evolution
Det äldsta fossila fynd man funnit av fiskgjuse är 15 miljoner år gammalt.

## Utseende och läten

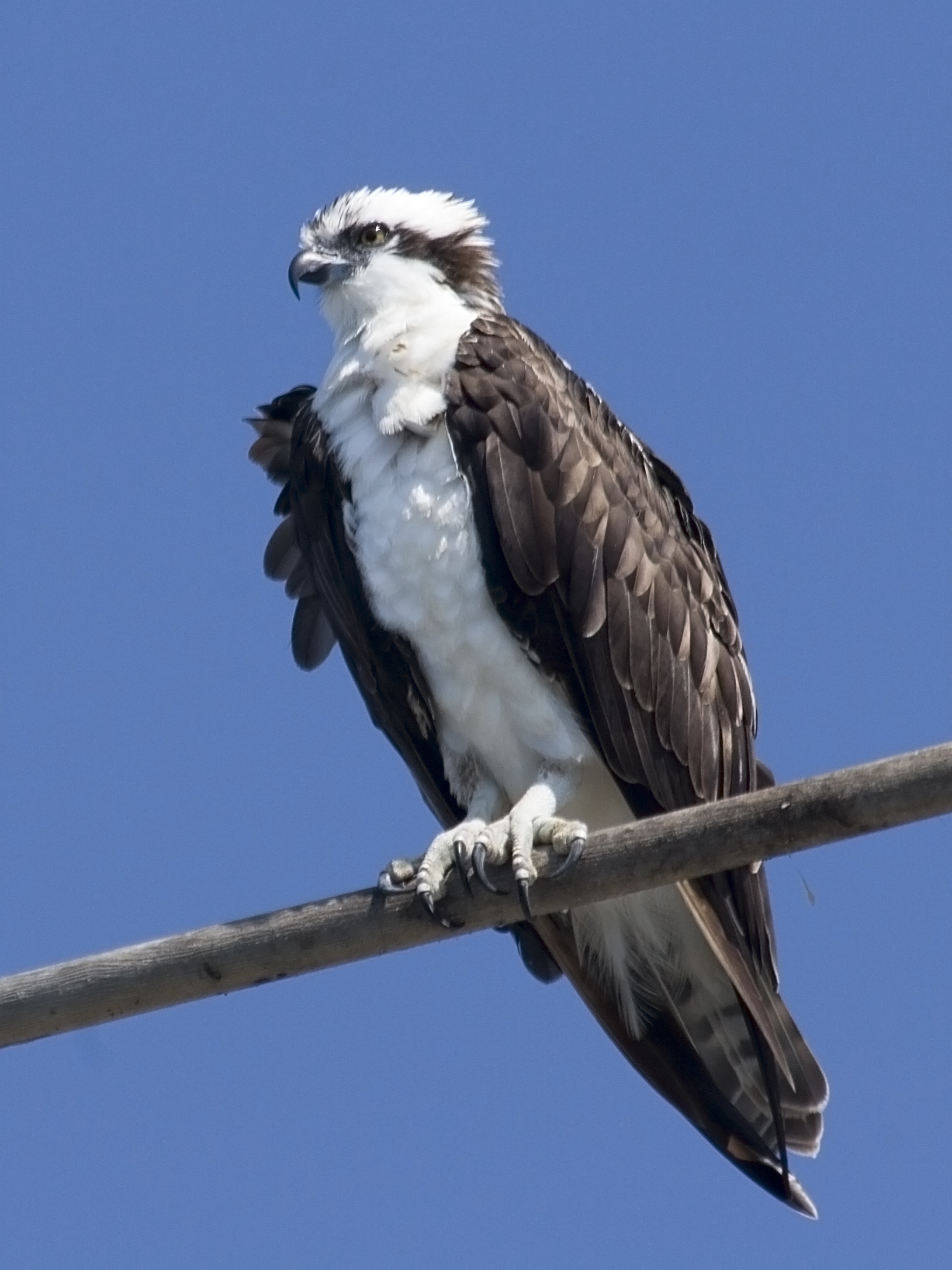

Fågeln är lätt att identifiera på grund av utseendet. Den har ljus, nästan vit, undersida med tydligt markerade mörka "knogar" vid vingarnas framkant, svart nacke och översida på vingarna. Ovansidan är spräcklig i brunt, svart och vitt och bakhuvudet pryds av en yvig tofs. Den blir 55–60 cm lång, med ett vingspann på 145–170 cm. Den väger 1 400–2 000 gram.  
Ungfåglar är "vitfjälliga" på ovansidan. Hjässan är vit med mörka streck. De större täckarna och armpennorna är mörkt tvärbandade. Stjärten på ungfåglarna är fint tvärbandad. Ögonens iris är orange. Gamla hanar kan skiljas från honorna på deras slankare kropp och avsmalnande vingar. I allmänhet har de också ett svagare tecknat bröstband än honan, eller saknar det helt. 
I flykten har fiskgjusen kupade vingar och nedsänkta "händer", vilket gör att de ser måsfågelliknande ut. Lätet är serier av skarpa visslingar, tjiip, tjiip eller jeok, jeok. När man kommer alltför nära boet hörs ett våldsamt cheereek.

## Ekologi

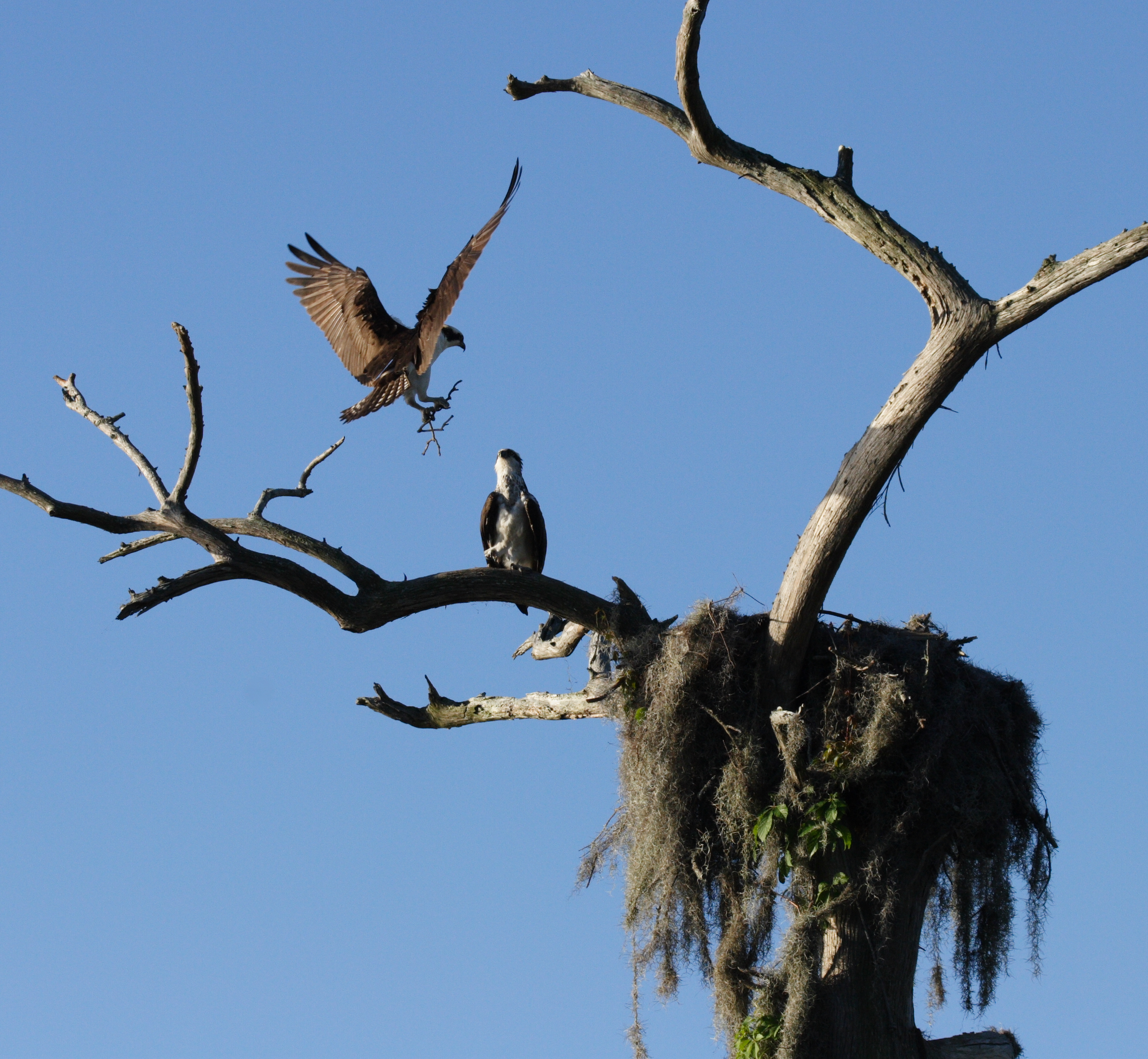
Fiskgjuse under bobygge.

Fiskgjusen är väl anpassad till sitt levnadssätt, med yttertår som vänds bakåt, näsborrar som kan stängas, och vassa fjälliga tår som hjälper den att hålla fast fångade byten. När bytet fångats vänds det alltid med huvudet framåt, för att minska luftmotståndet. Bytet brukar generellt väga cirka 150–300 gram och mäter omkring 25–35 cm, men kan variera från 50 till 2 000 gram.
Om bytet är alltför stort orkar fågeln inte flyga vidare, och om den då inte släpper greppet om fisken, kan denna dra ner fågeln under vattnet, med resultat att fågeln dränks.
Trots att fiskgjusen uteslutande lever av fisk är det inte ovanligt att den häckar flera kilometer från närmaste sjö, långt inne i skogen i breda trädkronor, företrädesvis tallar. Hanen har alltid samma boplats år efter år – även om den inte lyckas attrahera någon hona – medan honorna byter boplats.

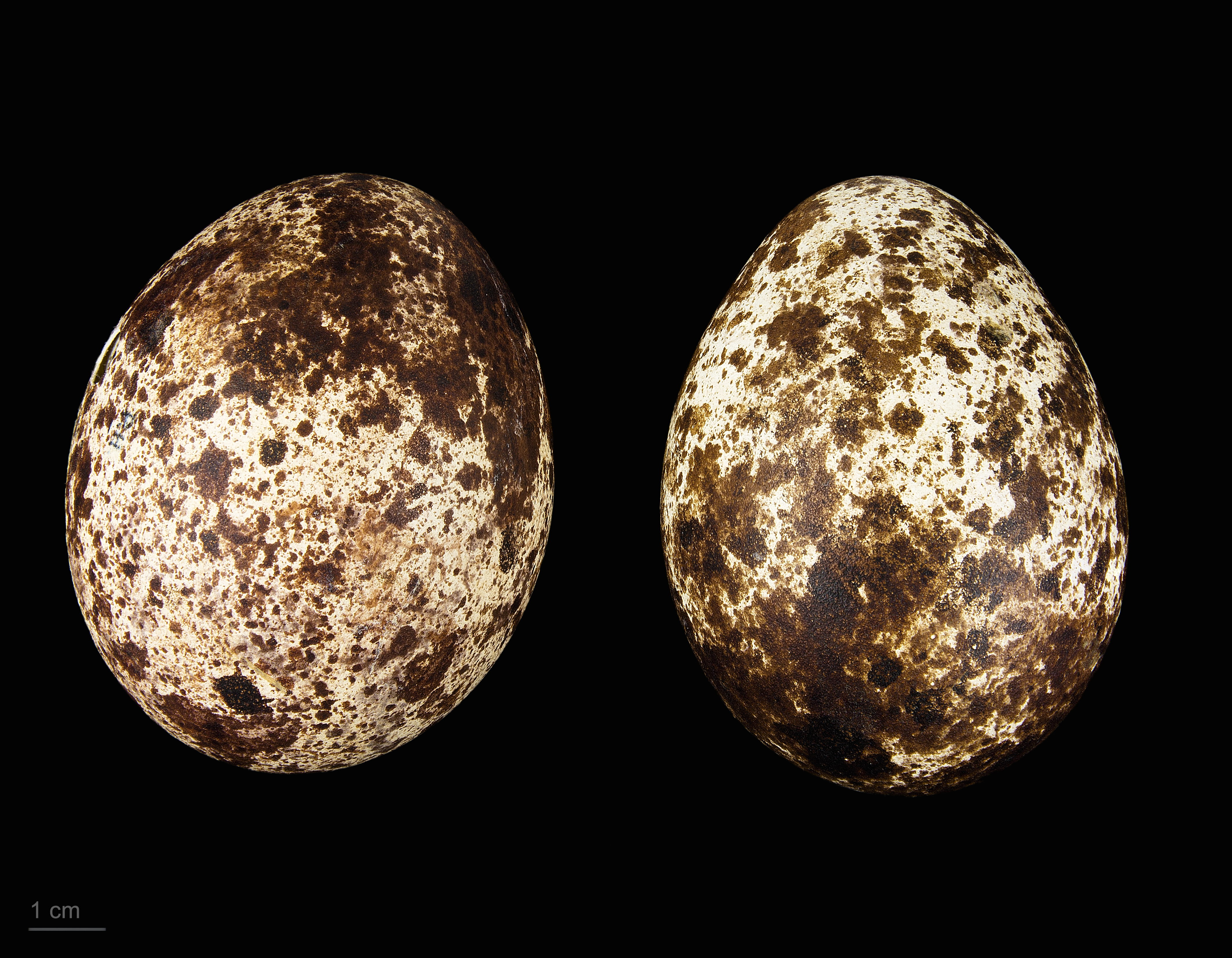
Ägg av fiskgjuse. Specimen från Muséum de Toulouses samlingar.

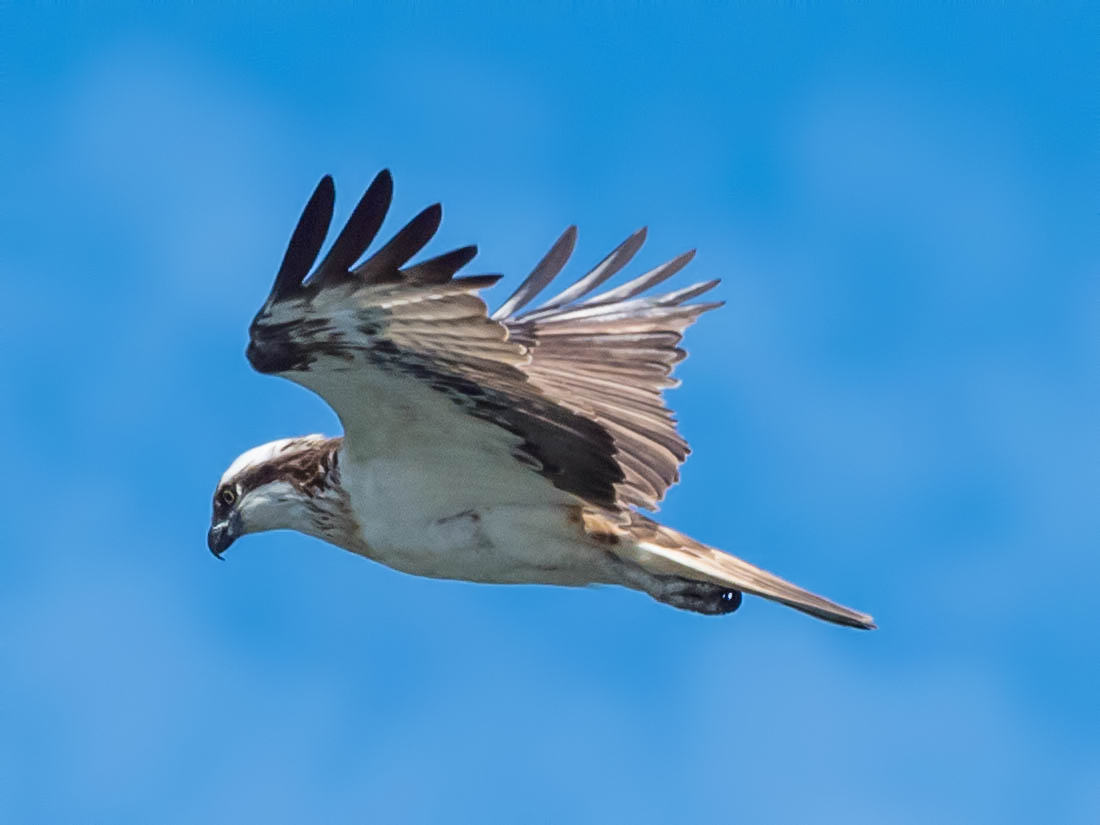
Fiskgjuse på jakt.

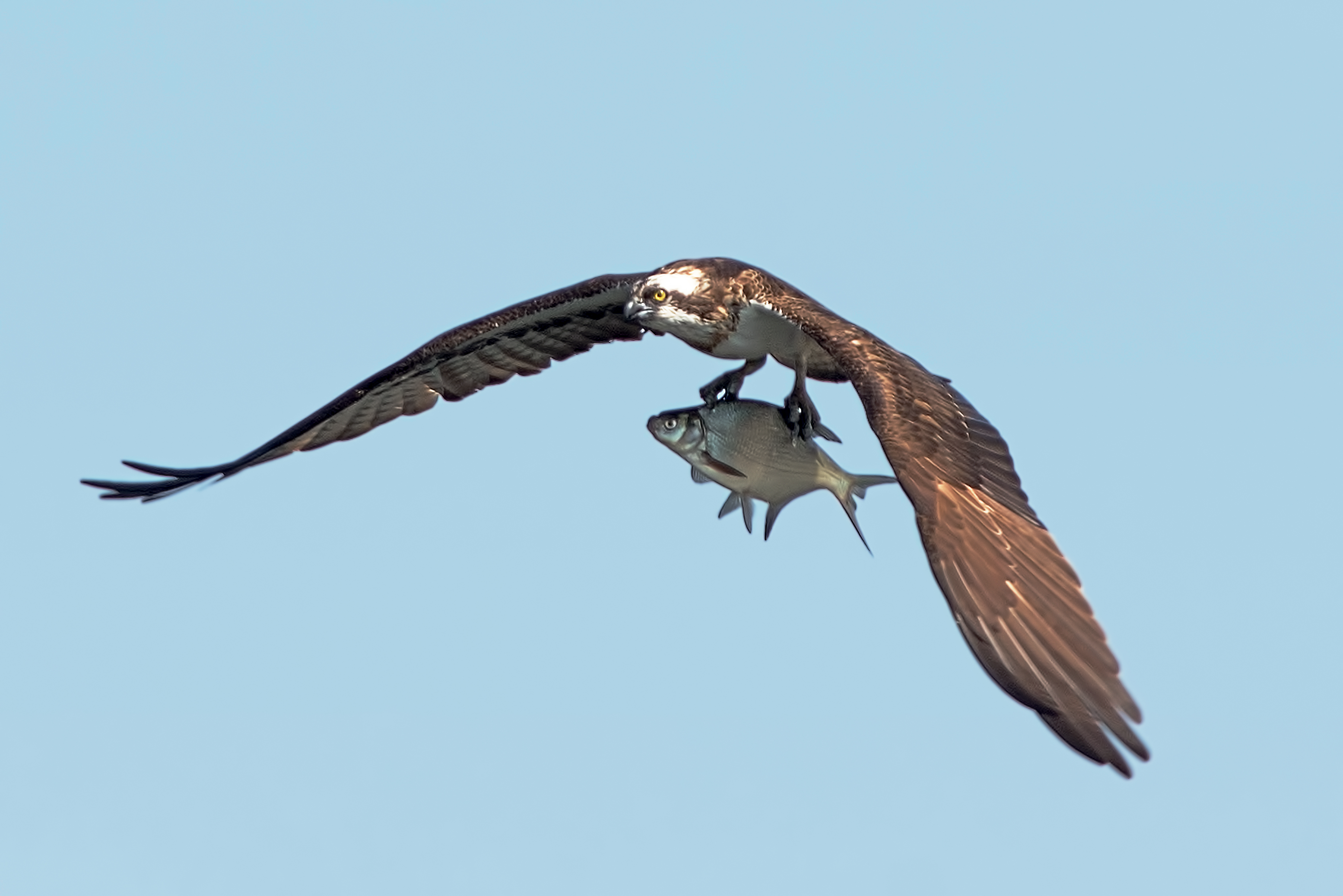
Fiskgjuse med fisk.

Fiskgjusen häckar vid sötvattensjöar och ibland nära bräckt vatten kring kusterna. Honan lägger tre till fyra ägg i slutet av april, och förlitar sig på boets konstruktion för att kunna upprätthålla rätt temperatur i boet. Äggen är kanelfärgade och ungefär lika stora som hönsägg (60 × 45 mm) och väger omkring 65 gram. Honan ruvar i cirka fem veckor, och de nykläckta ungarna väger 50–60 gram. Ungarna är flygfärdiga inom åtta veckor. Vid brist på föda överlever ofta endast den först kläckta ungen, och honan kan då mata den största ungen med den svagare. Efter parbildningen brukar föräldrarna hålla samman hela livet. Fiskgjusen blir vanligtvis 20–25 år gammal.
Vissa hanar av fiskgjuse stannar kvar i sitt vinterkvarter ett helt år för att rugga sina fjädrar.

## Fiskgjusen och människan

### Status
Världspopulationen av fiskgjuse är inte utrotningshotad. Under 1960- och 1970-talet minskade den kraftigt i många regioner runt om i världen – främst på grund av jordbrukets användning av pesticiden DDT – men i och med förbudet mot DDT och införandet av ett jaktförbud på fiskgjuse kunde populationen återhämta sig. Idag tros den istället öka i antal och världspopulationen uppskattas till mellan 100 000 och en halv miljon vuxna individer.

### Status i Sverige
Arten är fridlyst i Sverige. Trots detta har den svenska populationen minskat sedan 1990-talet, utan att forskningen entydigt kunnat påvisa varför. Vissa menar att fiskgjusen utsätts för bopredation av havsörn och berguv, två arter som har ökat i Sverige. Andra undersökningar visar att fiskgjusen klarar sig bra, och till och med attackerar havsörn vid sina bon, och att denna form av predation på intet sätt är en ny företeelse för fiskgjusen. 
Ett annat hot är det hårda jakttrycket under fiskgjusens långa flytt. Särskilt gäller detta de exemplar som flyger över Malta, men även de som har sina vinterkvarter i Västafrika är drabbade. Mycket tyder emellertid på att det största miljöproblemet står att finna i Sverige; exempelvis har man kunnat observera att ungarna dör av brist på föda, trots att det inte förekommit någon nämnvärd minskning av fiskbeståndet i svenska sjöar under samma period. Försurning av sjöar anses vara ett långsikitigt problem för artens överlevnad och möjlighet att häcka. Arten är känslig för störning, särskilt under ruvningstiden. Känsligheten varierar dock mellan olika par. Störst problem uppstår när människor uppehåller sig längre tid i boets närhet under perioden 1 april–1 augusti.

### Namn
Ibland stavas artnamnet fiskljuse. Dialektalt i Västerbotten kallas den fisktjuv eller fisch-tjuv. Den har också kallats fiskhök, fiskörn och sjöhök.

### I kulturen
Fiskgjusen är Södermanlands landskapsdjur, officiell symbol för Nova Scotia i Kanada, och finns avbildad på Kanadas tiodollarsedel från 1986.